# Tour de la Provence
Il Tour de la Provence è una corsa a tappe di ciclismo su strada che si disputa nella regione della Provenza, nel sud della Francia, in febbraio. Nato nel 2016 per volontà del quotidiano francese La Provence (che diede il nome alla corsa nei primi tre anni), dopo i primi quattro anni nel circuito UCI Europe Tour, ha fatto parte del calendario dell'UCI ProSeries, classe 2.1. dal 2020 fino al 2022. L'edizione 2023 non si è disputata per problemi organizzativi e l'anno seguente la corsa è ritornata parte del calendario UCI Europe Tour.

## Albo d'oro
Aggiornato all'edizione 2025
| Anno                | Vincitore        | Secondo            | Terzo               |
| Tour La Provence    |                  |                    |                     |
| ------------------- | ---------------- | ------------------ | ------------------- |
| 2016                | Thomas Voeckler  | Petr Vakoč         | Lilian Calmejane    |
| 2017                | Rohan Dennis     | Mattia Cattaneo    | Alexandre Geniez    |
| 2018                | Alexandre Geniez | Tony Gallopin      | Rudy Molard         |
| Tour de la Provence |                  |                    |                     |
| 2019                | Gorka Izagirre   | Simon Clarke       | Tony Gallopin       |
| 2020                | Nairo Quintana   | Aleksandr Vlasov   | Aleksej Lucenko     |
| 2021                | Iván Sosa        | Julian Alaphilippe | Egan Bernal         |
| 2022                | Nairo Quintana   | Julian Alaphilippe | Mattias Skjelmose   |
| 2023                | annullata        | annullata          | annullata           |
| 2024                | Mads Pedersen    | Axel Zingle        | Raúl García Pierna  |
| 2025                | Mads Pedersen    | Matej Mohorič      | Marijn van den Berg |